# 港川バイパス
港川バイパス（みなとがわバイパス）は沖縄県島尻郡八重瀬町港川から南城市玉城志堅原までの国道331号のバイパスである。

## 概要
この区間は旧道が道幅が狭くあまり道路状況がよくないことから計画されたもので、1979年に事業化、1980年に着工、1987年に開通した。1993年に国道の本線ルートをこのバイパスに移した。これに伴い旧道は港川 - 長毛間が県道に降格され沖縄県道17号線となり、残りの区間は南城市道（当時は玉城村道）に降格された。

### 路線データ
- 区間・島尻郡八重瀬町字港川 - 南城市玉城字志堅原
- 実延長・1.54km
- 道路規格・第3種2級
- 設計速度・60km/h（制限速度は40km/h）
- 車線数・2車線